# Israel, o Gramático
Israel, o Gramático (c. 895 – c. 965) foi um dos principais estudiosos europeus de meados do século X. Na década de 930 estava na corte do rei Etelstano da Inglaterra (r. 924–39). Após a morte de Etelstano, Israel procurou com sucesso o patrocínio do arcebispo Roberto de Tréveris e tornou-se tutor de Bruno, mais tarde o arcebispo de Colónia. No final da década de 940, é registado que Israel serve como bispo e, no final da sua vida, foi monge no mosteiro beneditino de São Maximiano, em Tréveris.
Israel era um poeta talentoso, discípulo do filósofo irlandês do século IX João Escoto Erígena e um dos poucos estudiosos ocidentais do seu tempo a entender grego. Ele escreveu tratados teológicos e gramaticais e comentários sobre as obras de outros filósofos e teólogos.

## Antecedentes

Império Carolíngio em 887, pouco antes do nascimento de Israel

O reinado de Carlos Magno viu um renascimento na aprendizagem na Europa a partir do final do século VIII, conhecido como Renascimento carolíngio. O Império Carolíngio entrou em colapso no final do século IX, enquanto o décimo é visto como um período de declínio, descrito como a "Idade do Ferro" por um Conselho Franco em 909. Esse quadro negativo do período é cada vez mais contestado pelos historiadores; na visão de Michael Wood, "a primeira metade do século X viu muitos desenvolvimentos notáveis e formativos que moldariam a cultura e a história europeias". A Bíblia permaneceu a principal fonte de conhecimento, mas o estudo de escritores clássicos, que anteriormente haviam sido demonizados como pagãos, tornou-se cada vez mais aceitável.
Quando Alfredo, o Grande, tornou-se rei de Wessex em 871, a aprendizagem no sul da Inglaterra era de baixo nível e não havia estudiosos de latim. Ele embarcou num programa de renascimento, importando estudiosos da Europa Continental, País de Gales e Mércia, e ele mesmo traduziu obras que considerava importantes do latim para o vernáculo. O seu neto, Etelstano, continuou o trabalho, convidando estudiosos estrangeiros como Israel para a Inglaterra e nomeando vários clérigos continentais como bispos. Na década de 930, o nível de aprendizagem ainda não era alto o suficiente para fornecer padres ingleses alfabetizados suficientes para preencher os bispados. A geração educada no reinado de Etelstano, como o futuro bispo de Winchester, Etelvoldo, educado na corte, e Dunstano, que se tornou arcebispo da Cantuária, elevou a aprendizagem a um alto nível.

## Início de vida
Muito pouco se sabe sobre o início da vida de Israel. Michael Lapidge data o seu nascimento por volta de 900, enquanto Wood aponta para um pouco antes, por volta de 890. Era discípulo de Ambrósio e passou algum tempo em Roma, mas não se sabe quem era Ambrósio ou se era o tutor de Israel em Roma. Na visão de Wood, Israel era monge em São Maximiano, em Tréveris, na década de 930.
Fontes do século X fornecem evidências conflitantes sobre a origem de Israel. Rudgar na sua vida de Bruno referiu-se a Israel como irlandês, enquanto Flodoardo na sua Crónica descreveu-o como "Britto", que pode referir-se à Bretanha, Cornualha ou País de Gales, todos os três sendo pontos de língua celta para bretões que fugiram da invasão saxónica da Inglaterra. De acordo com Lapidge: "O consenso da erudição moderna é a favor de uma origem irlandesa, mas o assunto não foi devidamente investigado." Ele argumenta que o bispo de Bangor no Condado de Down, Dub Innse, descreveu Israel como um "estudioso romano" e que, portanto, não parece tê-lo reconhecido como compatriota irlandês. Lapidge afirma que Flodoardo foi contemporâneo de Israel e pode tê-lo conhecido, enquanto Rudgar escreveu após a morte de Israel e provavelmente não teve conhecimento em primeira mão. Dar às crianças nomes hebraicos do Antigo Testamento, como Israel, era comum nas áreas celtas no século X. Lapidge conclui que a Bretanha é mais provável do que o País de Gales ou a Cornualha, pois os manuscritos associados a ele têm glosas bretãs, e a corte de Etelstano era um refúgio aos estudiosos bretões que fugiam da ocupação víquingue da sua terra natal.
Em 2007, Wood deu nova força à teoria irlandesa, questionando se "Israel Britto" de Flodoardo significa "bretão", e afirmando que Rudgar conhecia Israel. A biógrafa de Etelstano, Sarah Foot, menciona a opinião de Wood mas rejeita-a, afirmando que Israel não era irlandês e pode ter sido bretão. Thomas Charles-Edwards, um historiador do País de Gales medieval, acha que ele pode ter sido galês.

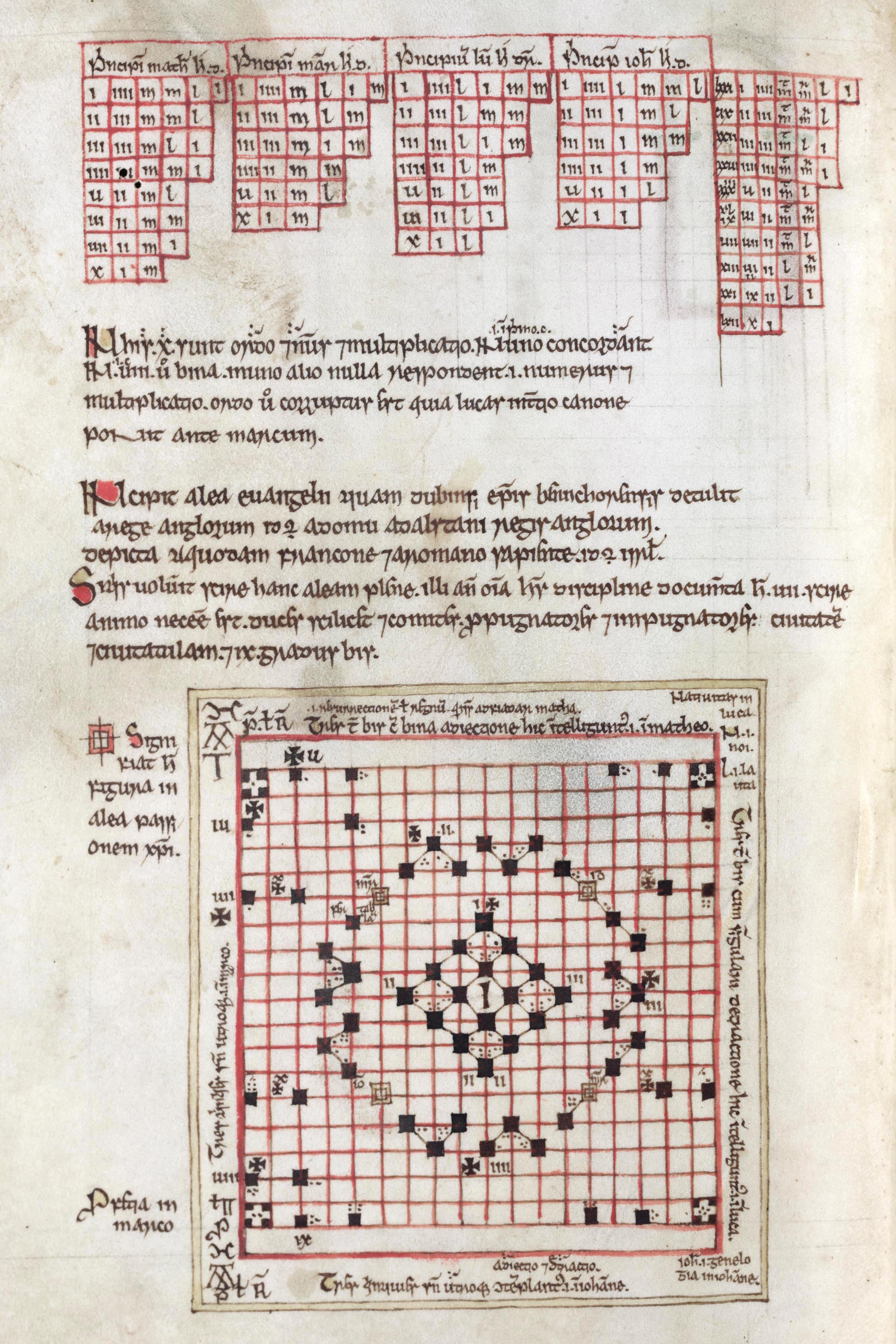
Uma ilustração do século XII do Alea evangelii, o jogo de tabuleiro que Israel e Franco desenharam para Dub Innse

## Corte de Etelstano
A presença de Israel na Inglaterra é conhecida a partir de um livro escrito na Irlanda por volta de 1140, que contém uma cópia de um desenho do século X e explicação de um jogo de tabuleiro chamado Alea Evangelii (Jogo do Evangelho), baseado no cânone eusebiano (concordâncias para textos paralelos dos quatro evangelhos). De acordo com uma tradução de Lapidge de uma nota sobre o manuscrito:
Aqui começa os Dados [ou Jogo] do Evangelho que Dub Innse, bispo de Bangor, trouxe do rei inglês, isto é, da casa de Etelstano, rei da Inglaterra, sorteado por um certo Franco e por um erudito romano, que é Israel.
O copista do século XII parece ter mudado a nota de primeira pessoa de Dub Innse para a terceira pessoa. Numa passagem posterior, interpreta "erudito romano, que é Israel" como significando um judeu romano (Iudeus Romanus). Isso foi considerado por alguns historiadores, incluindo David Wasserstein, como evidência de haver um estudioso judeu na corte de Etelstano, mas Lapidge argumenta que essa interpretação foi um mal-entendido pelo copista, e a sua visão foi geralmente aceite pelos historiadores. Acredita-se que Israel seja Israel, o Gramático, descrito como erudito romano por causa do seu tempo na cidade, e o manuscrito do Jogo do Evangelho mostra que passou um período na corte de Etelstano. Vários manuscritos associados a Israel, incluindo duas das quatro cópias conhecidas do seu poema De arte metrica, foram escritos na Inglaterra. Na opinião de Foot:
Israel fornece uma ligação tentadora entre as esferas de camaradagem masculina de uma corte real convencional e a atmosfera mais rarefeita e académica que Etelstano pode ter gostado que os seus contemporâneos e posteridade pensassem que ele queria promover.
Israel era praticante do "estilo hermenêutico" do latim, caracterizado por frases longas e complicadas e predileção por palavras raras e neologismos. Provavelmente influenciou o escriba conhecido pelos historiadores como "Etelstano A", um dos primeiros expoentes do estilo nas cartas que redigiu entre 928 e 935. O latim hermenêutico tornar-se-ia no estilo dominante do movimento de reforma beneditina inglesa do final do século X, e Israel pode ter sido um dos primeiros mentores de um dos seus líderes, Etelvoldo, na corte de Etelstano na década de 930. Os textos latinos que Israel trouxe para a corte de Etelstano foram influenciados por escritores irlandeses, e a historiadora Jane Stevenson os vê como contribuindo com um elemento hiberno-latino para o estilo hermenêutico na Inglaterra.

## Carreira posterior
O poema de Israel De arte métrica foi dedicado a Roberto, Arcebispo de Tréveris. Foi quase certamente composto na Inglaterra, e a dedicação foi provavelmente um apelo bem-sucedido para o patrocínio de Roberto quando Etelstano morreu em 939. A partir de cerca de 940, Israel foi tutor de Bruno, o futuro arcebispo de Colónia e irmão do Sacro Imperador Romano, Otão, o Grande. Fromundo de Tegernsee descreveu Israel como a "luz brilhante" de Roberto. Em 947 Israel participou de um sínodo em Verdun presidido por Roberto, onde foi referido como bispo, mas sem identificação da sua sé. Era famoso como chefe de uma escola e provavelmente desempenhou um papel importante no estabelecimento de uma escola da corte pelo imperador Otão em Aachen.
Fontes do século X descrevem Israel como bispo; por volta de 950 um homem com este nome é identificado como Bispo de Aix-en-Provence, mas não é certo que fosse a mesma pessoa. Entre 948 e 950, pode ter mantido um bispado em Aachen, onde debateu ideias cristãs sobre a Trindade com um intelectual judeu chamado Salomão, provavelmente o embaixador bizantino desse nome. Aposentou-se para se tornar monge no mosteiro beneditino em Tréveris, e morreu a 26 de abril num ano desconhecido no final da década de 960 ou início dos anos 970.

## Conhecimento e obras
Cartas produzidas a partir de 928 pelo escriba do rei Etelstano, "Etelstano A", incluem palavras incomuns, quase certamente copiadas dos poemas hiberno-irlandeses Adelphus adelphe e Rubisca. Os poemas exibem um conhecimento sofisticado do grego e são descritos por Lapidge como "imensamente difíceis". É provável que tenham sido trazidos por Israel do continente, enquanto Adelphus adelphe foi provavelmente, e Rubisca possivelmente, sua obra.
Mechthild Gretsch descreve Israel como "um dos homens mais instruídos da Europa", e Lapidge diz que era "um gramático e poeta talentoso, e um dos poucos estudiosos do seu tempo a ter conhecimento em primeira mão do grego". A erudição grega era tão rara na Europa Ocidental durante este período que, na década de 870, Anastácio, o Bibliotecário, não conseguiu encontrar alguém competente para editar a sua tradução de um texto do grego, e teve que fazê-lo ele mesmo. Israel escreveu sobre teologia e colectou obras de medicina. Na década de 940, interessou-se pelo filósofo irlandês João Escoto Erígena, e comentou as suas obras num manuscrito que sobrevive em São Petersburgo. Num manuscrito glosado Isagoge de Porfírio, recomendou Periphyseon de João Escoto. A sua redação de um comentário sobre a Ars Menor de Donato foi um importante texto de ensino na Idade Média, e ainda impresso no século XX.